# Lycée de Kotka
Le lycée de Kotka (en finnois : Kotkan Lyseon lukio) est un lycée situé dans le quartier Kotkansaari à Kotka en Finlande.

## Description
Le lycée fonctionne dans deux bâtiments de style Art nouveau: le bâtiment Arcus situé au 15, rue Kirkkokatu et le bâtiment Globus sis 13, rue Kotkankatu.
Avant d'être utilisé par le lycée le bâtiment Globus a accueilli l'école de commerce de Kotka et le musée de la vallée de la Kymi (fi)
Le lycée accueille environ 500 jeunes lycéens le jour et environ 300 adultes le soir.
Le lycée a 40 enseignants, le recteur est Mette Godenhjelm.

## Histoire
Le lycée est fondé en 1896, sous le nom école secondaire finlandaise de Kotka. 
Cette école est le premier lycée de langue finnoise du sud de la vallée de la Kymi.

## Anciens élèves
Parmi les anciens élèves:
- Martta Wendelin,
- Timo Suomalainen,
- Olavi Niitamo,
- Juha Vainio,
- Jyrki Kasvi
- Esko Almgren.

## Galerie

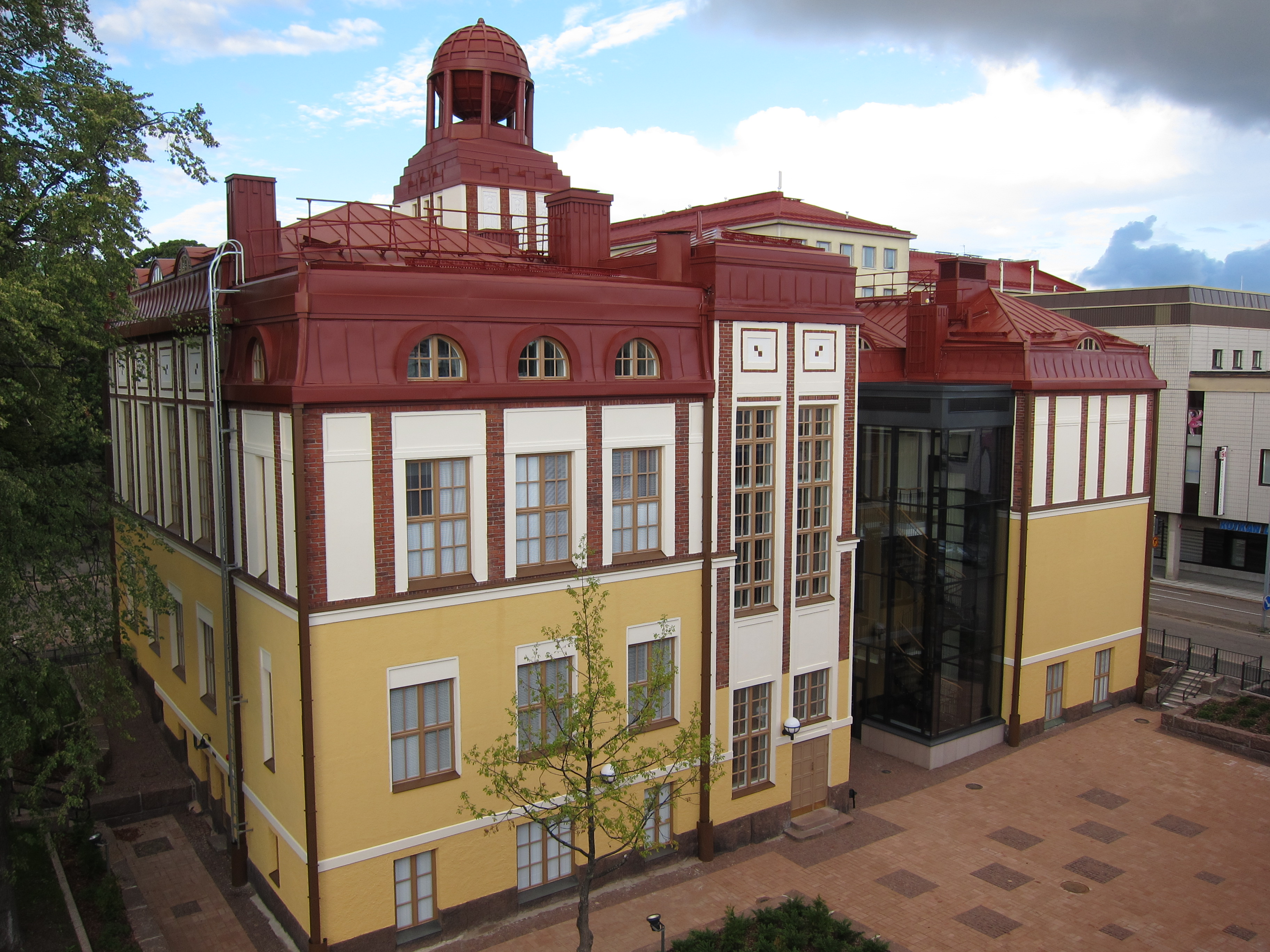
Bâtiment Globus.
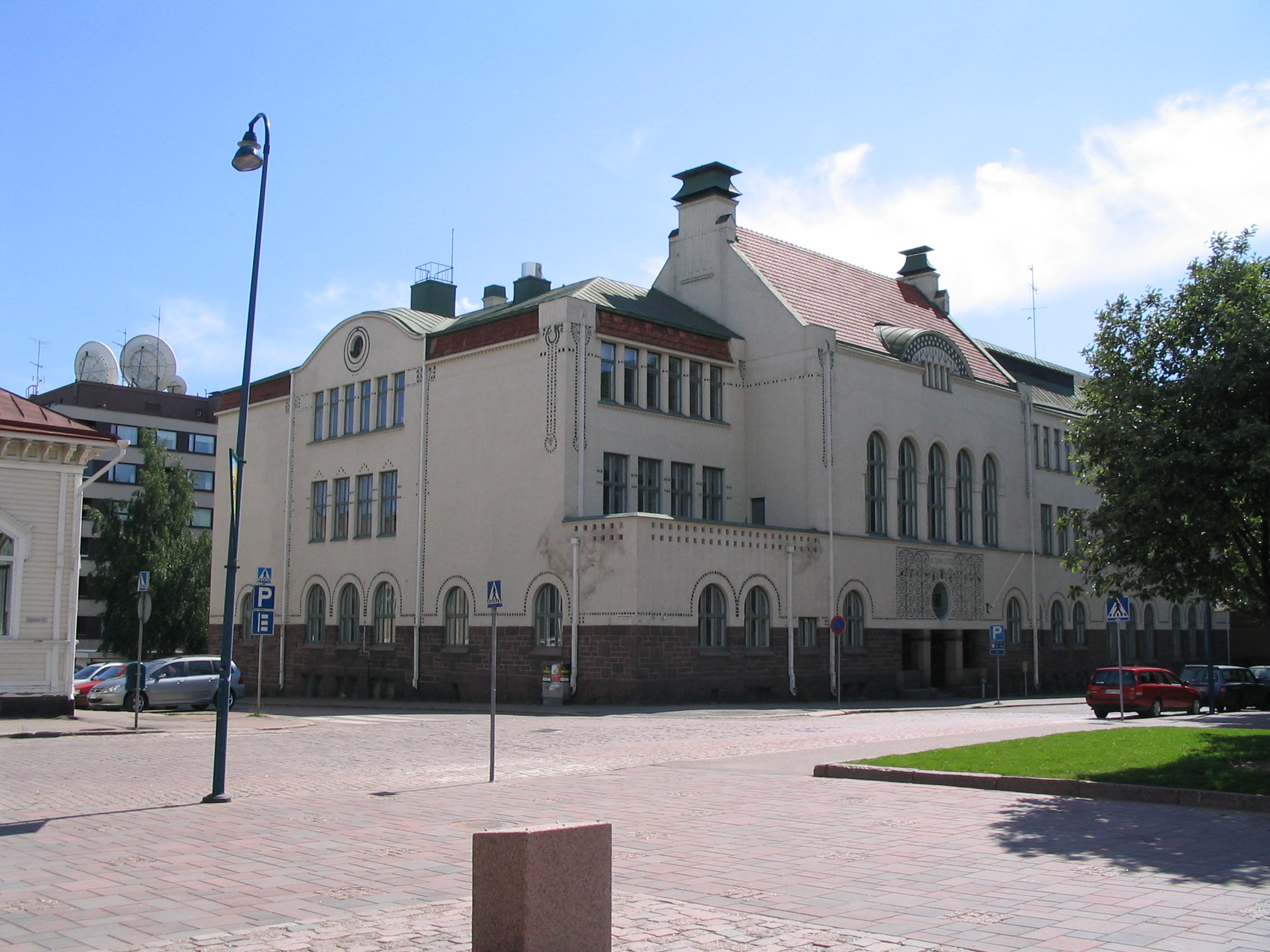
Bâtiment Arcus.